# Jason Chan
Jason Keng-Kwin Chan (ur. 1 grudnia 1971 w Kuala Lumpur) – australijski aktor z chińskimi i malajskimi korzeniami. Znany jest głównie z podwójnej roli Cama Watanabe i Cyber Cama w serialu Power Rangers Ninja Storm.
Z zawodu jest lekarzem.

## Wybrana filmografia
- 2003: Power Rangers Ninja Storm –
  - Cameron „Cam” Watanabe,
  - Cyber Cam
- 2004: Power Rangers Dino Grzmot – Cameron „Cam” Watanabe
- 2005: Niewidzialny – technik EDI
- 2006: Candy – doktor Lao
- 2006: Zagadkowe opowieści – Zhang Li
- 2007–2008: Parental Guidance – Terence